# Октябрський (зупинний пункт)
52°39′00″ пн. ш. 28°52′35″ сх. д. / 52.65° пн. ш. 28.8764° сх. д.
Октябрський (біл. Акцябрскі) — пасажирський залізничний зупинний пункт Могильовського відділення Білоруської залізниці на лінії Бобруйськ — Рабкор між зупинним пунктом Нова Дуброва та станцією Рабкор. Розташований у селищі міського типу ОктябрськийОктябрського району Гомельської області.

## Пасажирське сполучення
На зупинному пункті зупиняються приміські поїзди сполученням Бобруйськ / Жлобин — Рабкор.